# Федра (Расин)
«Федра» (фр. Phèdre) — трагедия в пяти актах, произведение французского драматурга Жана Расина. Пьеса, изначально названная «Федра и Ипполит» (фр. Phèdre et Hippolyte), написана александрийским стихом. Премьера состоялась в 1677 году. «Федра» считается вершиной творчества Расина..

## Сюжет

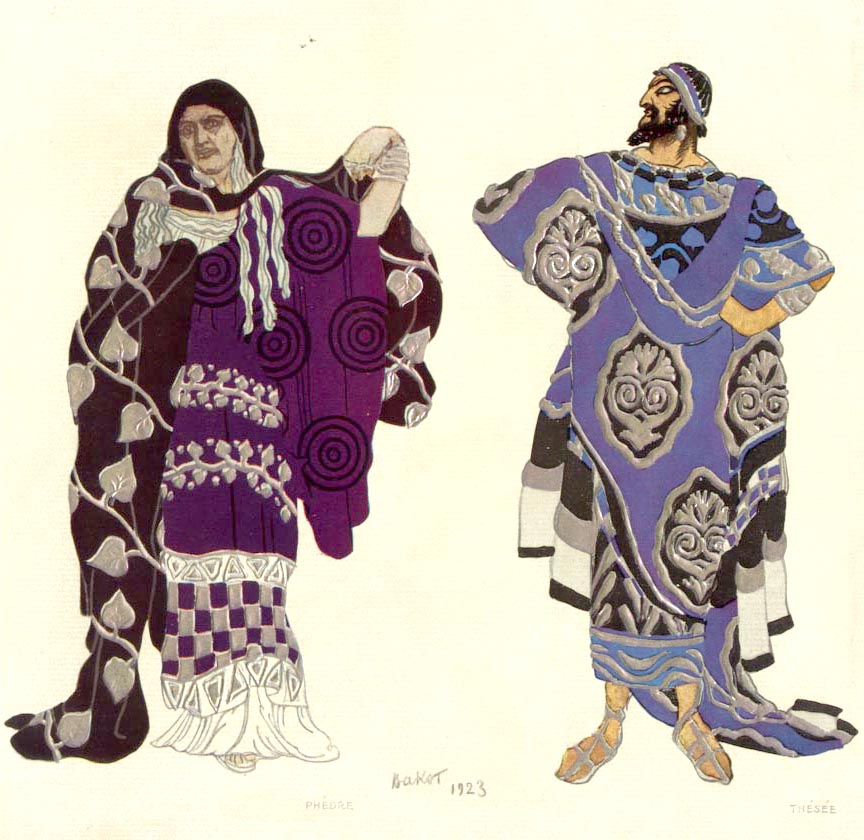
«Федра и Тезей», Леон Бакст, 1927

Действие происходит в городе Трезен. Ипполит хочет покинуть город и отправиться на поиски своего отца Тесея, который исчез шесть месяцев назад. Ипполит сознается, что полюбил пленницу Тесея — Арикию, выжившую афинскую царевну, которую его отец обрек на безбрачие (так как в её наследниках течет царская кровь и они могут в будущем соперничать с сыновьями Тесея). В отсутствие царя его жена Федра воспылала к Ипполиту страстью и хочет уморить себя голодом, чтобы не сознаваться в ужасном грехе и навлечь на семью бесчестье. Когда же объявляют о смерти Тесея, кормилица Федры Энона умоляет госпожу не кончать с жизнью: запретная любовь больше не является запретной, афинский трон в данный момент свободен и с Ипполитом, которого могут объявить наследником Тесея, стоит заключить союз, чтобы не пострадали родные дети Федры.
Арикия, узнав о смерти Тесея, надеется получить свободу. Попутно открывается её тайная влюбленность в Ипполита, который и сам приходит признаться в своих чувствах. Их объяснение прерывает Федра, которая просит за своего сына и внезапно, входя в состояние транса, объясняется в любви. Ипполит чувствует ужас и стыд. Федра хочет предложить Ипполиту разделить афинскую корону, но Энона приносит известие о том, что Тесей жив, здоров и вернулся в Трезен. Он удивлен холодной встречей, которую оказывает ему пораженный Ипполит и раздавленная позором Федра. Энона говорит Тесею, что Ипполит домогался любви мачехи и пытался взять её силой, тот приходит в ярость и просит бога Нептуна, обещавшего исполнить любое желание царя, уничтожить сына. Ипполит уверяет, что невиновен и рассказывает о своей любви к Арикии, но Тесей не верит ему. Ипполит решает бежать из Трезена вместе с Арикией, но по дороге погибает по вине морского чудовища. В финале Федра появляется перед мужем и сознается во всем, предварительно приняв смертельный яд. Тесей потерял и сына, и жену:
О, мой несчастный сын! Злой рок его унес. 
Пойдем! Кровавый труп омою ливнем слёз 
И жертву моего злосчастного проклятья 
С раскаяньем приму в отцовские объятья… 
Он будет погребен, по праву, как герой, 
А я, чтоб дух его себе нашел покой, 
Ко всей её семье забыв вражду былую, 
Его избранницу почту за дочь родную.

## Влияние
«Федра» Расина легла в основу либретто оперы Жана-Филиппа Рамо «Ипполит и Арисия». Либретто на французском языке написал аббат Симон Жозеф Пеллегрен.